# SAP Center
SAP Center at San Jose (anteriormente chamada de San Jose Arena, Compaq Center at San Jose e HP Pavilion at San Jose) é uma arena localizada em San Jose, Califórnia. Sua principal inquilina é o San Jose Sharks, da National Hockey League, para o qual a arena ganhou o apelido de "The Shark Tank". É também a casa para o Bay Area Panthers, da Indoor Football League.

## Galeria
- Interior na configuração para futebol americano de arena
- Interior na configuração para hóquei no gelo